# Velociraptor
Velociraptor (en llatí, «lladre veloç», «saquejador veloç» o «ocell de presa veloç») és un gènere de dinosaure teròpode dromeosàurid que existí fa aproximadament entre fa 83 i 70 milions d'anys durant el Cretaci superior. Actualment només se'n reconeixen dues espècies, per bé que se n'hi assignaren altres en el passat. L'espècie tipus és V. mongoliensis; se n'han trobat fòssils a Mongòlia Interior i Exterior, al centre d'Àsia. Una segona espècie, V. osmolskae, fou descrita el 2008 a partir de material cranial trobat a la Mongòlia Interior.
A desgrat de ser més petit que altres dromeosàurids com Deinonychus o Achillobator, aquest dinosaure de la mida d'un gall dindi hi compartia molts trets anatòmics. Era un carnívor bípede i emplomallat, amb una cua rígida i llarga, i una gran urpa falciforme (amb forma de falç) a cada pota posterior, que es creu que era utilitzada per a matar les seves preses. Es pot distingir Velociraptor d'altres dromeosàurids pel seu crani llarg i baix, amb un musell que apunta cap amunt.
Velociraptor, a vegades abreujat com a «raptor», és un dels gèneres de dinosaure més familiars al gran públic a causa del seu paper prominent a la saga de pel·lícules de dinosaures Parc Juràssic, encara que a les pel·lícules fou presentat molt més gros que no realment era, i sense plomes, a més d'altres imprecisions anatòmiques. També és ben conegut entre els paleontòlegs, amb més d'una dotzena de fòssils descoberts, més que de qualsevol altre dromeosàurid. Un exemplar particularment cèlebre preservà un Velociraptor en ple combat amb un protoceratop.

## Morfologia

Velociraptor comparat amb un ésser humà

Velociraptor era un dromeosàurid de mida mitjana. Els adults mesuraven fins a 2,07 metres de llargada, 0,5 metres d'alçada al maluc, i pesaven fins a 15 kg. El crani, que arribava fins a 25 cm de llargada, estava particularment corbat cap amunt; era còncau a la superfície superior i convex a la inferior. Les mandíbules estaven dotades d'entre 26 i 28 dents ben espaiades a cada banda, cadascuna més dentada a la part posterior que l'anterior —possiblement una adaptació que millorava la seva capacitat de capturar i agafar preses ràpides.

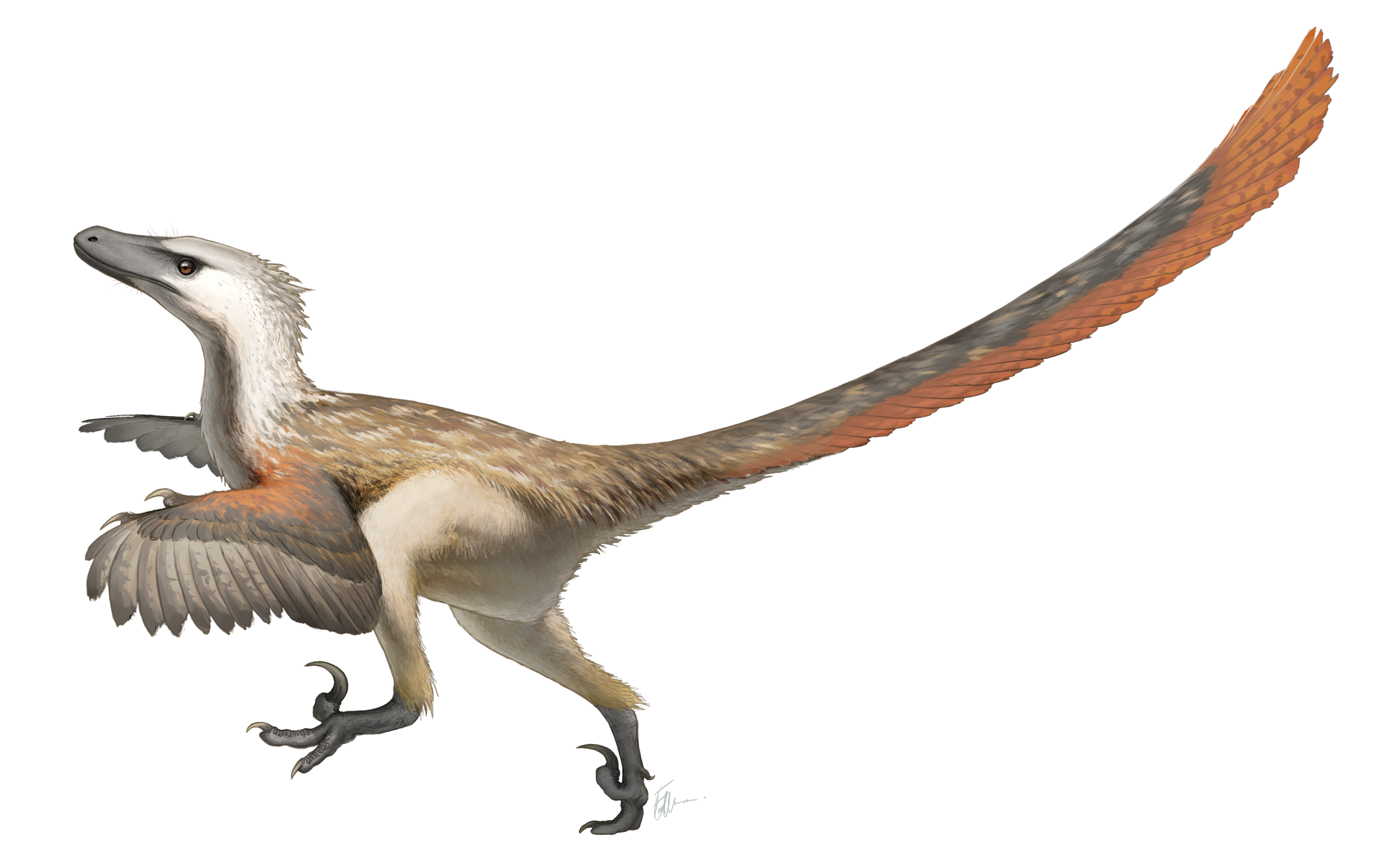
V. mongoliensis

Velociraptor, com altres dromeosàurids, tenia grans mans amb tres urpes molt corbades, similars en configuració i flexibilitat als ossos de les ales dels ocells moderns. El segon dit era el més llarg dels tres, mentre que el primer era el més curt. L'estructura dels ossos carpals evitava la pronació del canell i obligava les mans a quedar amb la superfície palmar mirant cap endins, no cap avall. Com en altres teròpodes, el primer dit del peu era una petita urpa vestigial. Tanmateix, mentre que la majoria de teròpodes tenien peus amb tres dits que tocaven a terra, els dromeosàurids com Velociraptor només caminaven sobre el tercer i quart dits. El segon dit, que és el que fa més cèlebre Velociraptor, estava molt modificat i quedava retractat per sobre el terra. Tenia una urpa falciforme relativament grossa, típica dels dinosaures dromeosàurids i troodòntids. El més probable és que aquesta gran urpa, que podia fer més de 6,5 centímetres de llarg a la seva vora exterior, fos una arma de depredació utilitzada per estripar la carn de les preses i, possiblement, podia causar ferides mortals.
La cua de Velociraptor es mantenia rígida gràcies a unes llargues projeccions òssies que hi havia a la superfície superior de les vèrtebres, anomenades prezigapòfisis, i a una sèrie de tendons ossificats situats a la part de sota. Les prezigapòfisis començaven a la desena vèrtebra caudal i s'estenien fins a cobrir entre quatre i deu vèrtebres més, segons la seva posició a la cua. Aquesta consistència rígida permetia que la cua actués tota ella com una sola unitat, semblant a un bastó, tot impedint la moció vertical entre les vèrtebres. Tanmateix, com a mínim un exemplar conserva una sèrie de vèrtebres caudals intactes corbades cap als costats amb forma de essa, suggerint que hi havia una flexibilitat horitzontal considerablement més gran. Aquestes adaptacions de la cua probablement oferien més equilibri i estabilitat quan l'animal corria, especialment a gran velocitat.
El 2007, els paleontòlegs Alan Turner, Peter Makovicky, Mark Norell i altres informaren del descobriment d'ancoratges de plomes en un V. mongoliensis ben conservat de Mongòlia, cosa que confirmava la presència de plomes en aquesta espècie.

## Història
Els codis entre parèntesis es refereixen a peces de museu.

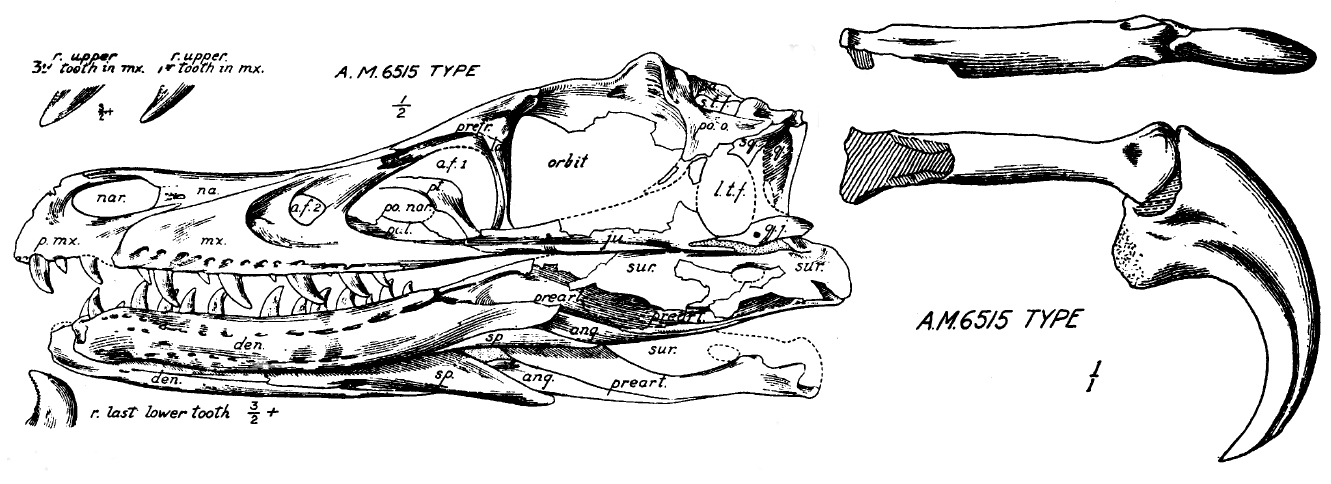
Il·lustració de Henry Fairfield Osborn del crani tipus de V. mongoliensis (1924)

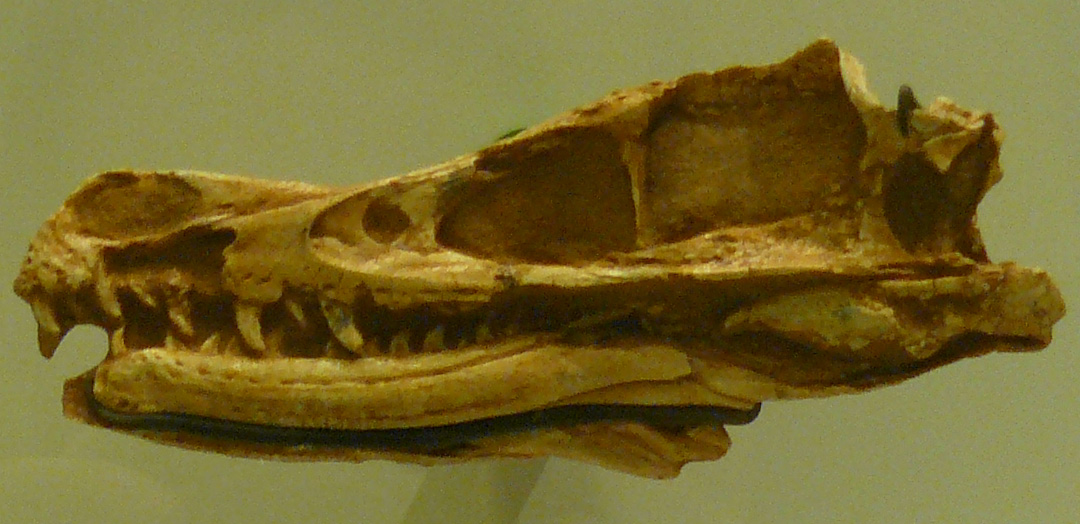
El crani tipus de V. mongoliensis exposat al Museu Americà d'Història Natural

El 1922, una expedició del Museu Americà d'Història Natural al desert del Gobi, a la Mongòlia Exterior, descobrí el primer fòssil de Velociraptor conegut: un crani esclafat però complet, associat amb una de les urpes raptorials del segon dit (AMNH 6515). El 1924, el president del museu Henry Fairfield Osborn descrigué el crani i l'urpa, que assumí que pertanyia a la mà, com l'holotip del seu nou gènere, Velociraptor. Com ja s'ha comentat, aquest nom deriva dels mots llatins velox ('veloç') i raptor ('lladre' o 'saquejador'), i es refereix a la naturalesa cursorial de l'animal i la seva dieta carnívora. Osborn li donà el nom específic mongoliensis en honor del país d'origen. Anteriorment en aquell mateix any, Osborn mencionà l'animal en un article de divulgació publicat en la premsa, i el denominà Ovoraptor djadochtari (que no s'ha de confondre amb el dinosaure de nom semblant, Oviraptor). Tanmateix, com que el nom Ovoraptor no fou publicat en una revista científica ni acompanyat per una descripció formal, és considerat un nomen nudum ("nom nu"), i el nom Velociraptor manté la prioritat.
Després que als equips nord-americans no se'ls permetés entrar a la Mongòlia comunista durant la Guerra Freda, expedicions soviètiques i poloneses, en col·laboració amb científics mongols, recuperaren més exemplars de Velociraptor. El més cèlebre és part del llegendari exemplar de «dinosaures combatents» (GIN 100/25), descobert per un equip polonès-mongol el 1971. Aquest fòssil preserva un únic Velociraptor en mig d'un combat contra un únic protoceratop. Aquest exemplar és considerat un tresor nacional de Mongòlia, però el 2000 fou cedit al Museu Americà d'Història Natural de Nova York per incloure'l en una exposició temporal.
Entre el 1988 i el 1990, un equip sinocanadenc descobrí restes de Velociraptor al nord de la Xina. Els científics estatunidencs tornaren a Mongòlia el 1990, i una expedició conjunta mongol-estatunidenca al Gobi, encapçalada pel Museu Americà d'Història Natural i l'Acadèmia Mongol de les Ciències, recuperà diversos esquelets ben conservats. Un d'aquests exemplars, IGM 100/980, rebé el malnom d'Ichabodcraniosaurus de l'equip de Norell, perquè era un exemplar bastant complet però sense crani, en una referència a Ichabod Crane, un personatge de Washington Irving. Aquest exemplar podria pertànyer a V. mongoliensis, però Norell i Makovicky conclogueren que no era prou complet per estar-ne segurs, i encara no se n'ha fet una descripció formal.
Els maxil·lars i un os lacrimal descoberts el 1999 per les expedicions sino-belgues, foren assignades a Velociraptor, però no a l'espècie tipus V. mongoliensis. El 2008, Pascal Godefroit i els seus col·legues anomenaren aquests ossos V. osmolskae, en honor de la paleontòloga polonesa Halszka Osmólska.

## Jaciments

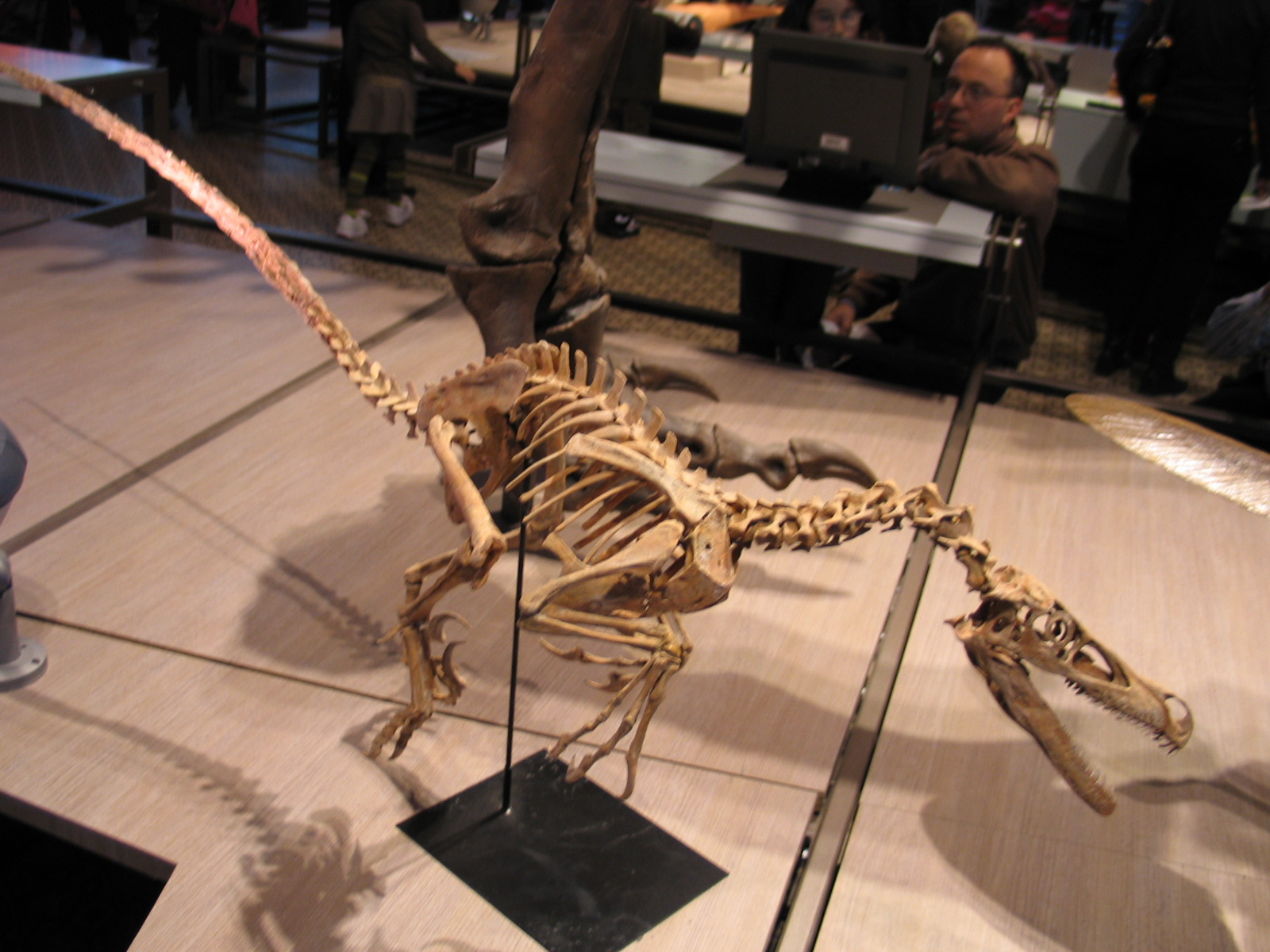
Esquelet muntat de V. mongoliensis al Museu de Ciències Naturals de Bèlgica, Brussel·les

Tots els exemplars coneguts de Velociraptor mongoliensis foren descoberts a la formació de Djadokhta de la província mongola d'Ömnögovi i la regió xinesa de la Mongòlia Interior. Una espècie de Velociraptor, possiblement V. mongoliensis, també està preservada a la formació de Barun Goyot de Mongòlia, que és lleugerament més recent. S'estima que aquests jaciments paleontològics daten de l'estatge faunal Campanià (aproximadament fa 83-70 milions d'anys) de l'època del Cretaci superior.
V. mongoliensis ha estat descobert a moltes de les localitats més cèlebres i prolífiques de Djadokhta. L'exemplar tipus fou descobert a la localitat dels Penya-segats Flamejants (també coneguda com a Bayn Dzak o Shabarakh Usu), mentre que els «dinosaures combatents» foren descoberts a la localitat de Tugrig (coneguda també com a Tugrugeen Shireh). Més recentment, es descobriren fòssils de V. mongoliensis a Bayan Mandahu, una localitat prolífica de Djadokhta a la Mongòlia Interior xinesa. Les cèlebres localitats de Khulsan i Khermeen Tsav a Barun Goyot també han aportat restes que podrien pertànyer al gènere Velociraptor.
Totes aquestes localitats preserven un ambient àrid amb terrenys de dunes de sorra i només alguns rierols intermitents, tot i que sembla que l'ambient més recent de Barun Goyot era un xic més humit que l'ambient més antic de Djadochta. A part del protoceratop, que era una presa seva, Velociraptor compartia el seu ecosistema amb altres ceratòpsids basals com ara l'udanoceratop i ancilosàurids com el pinacosaure, juntament amb algunes espècies d'oviraptòrids, troodòntids, i altres dromeosàurids com l'adasaure, i teròpodes alvarezsàurids.
V. osmolskae fou descobert a la formació de Bayan Mandahu, contemporània de la de Djadokhta. Com a Djadokhta, hi eren presents el pinacosaure, el protoceratop, oviraptòrids i troodòntids.

## Taxonomia

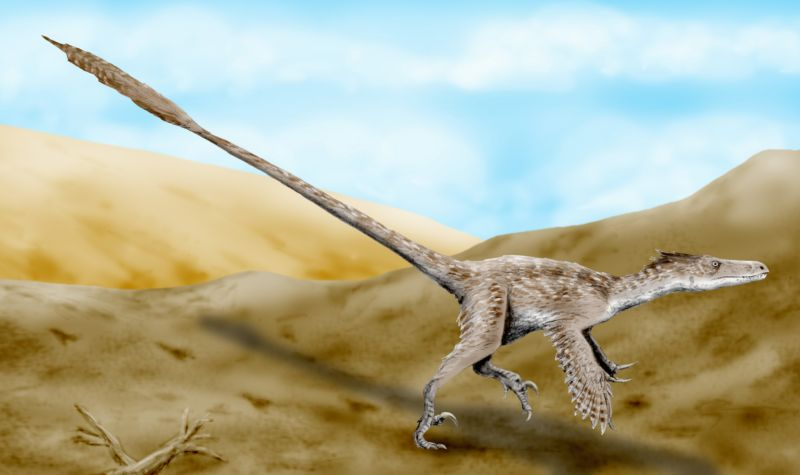
Il·lustració de V. mongoliensis

Velociraptor és un membre de la subfamília dels velociraptorins, un subgrup derivat de la família més ampla dels dromeosàurids. En taxonomia filogenètica, Velociraptorinae és definit habitualment com a tots els dromeosàurids més propers a Velociraptor que a Dromaeosaurus. La classificació dels dromeosàurids és molt variable. Originalment, la subfamília dels velociraptorins fou creada per incloure únicament Velociraptor. Altres anàlisis han inclòs més gèneres, normalment Deinonychus i Saurornitholestes. Una anàlisi cladística recent indica que la subfamília dels velociraptorins és monofilètica, i que inclou Velociraptor, Deinonychus, Tsaagan, i un gènere molt proper (però classificat amb incertesa), Saurornitholestes.
En el passat s'han assignat altres espècies de dromeosàurid al gènere Velociraptor, incloent-hi Deinonychus antirrhopus i Saurornitholestes langstoni. Com que Velociraptor fou el primer a ser descrit, aquestes espècies foren anomenades Velociraptor antirrhopus i Velociraptor langstoni. Tanmateix, les úniques espècies de Velociraptor actualment reconegudes són V. mongoliensis i V. osmolskae.
Quan fou descrit originalment el 1924, Velociraptor fou classificat dins la família dels megalosàurids, com era el cas de la majoria de dinosaures carnívors en aquell temps (els megalosàurids, com Megalosaurus, eren una mena de tàxon «calaix de sastre», on s'agrupaven moltes espècies sense relació entre elles). A mesura que es multiplicaren els descobriments de dinosaures, Velociraptor fou posteriorment reconegut com a dromeosàurid. Tots els dromeosàurids han estat assignats a la família dels arqueopterígids per almenys una autoritat (cosa que, en efecte, convertiria Velociraptor en un ocell no volador).

## Paleobiologia

### Comportament predador

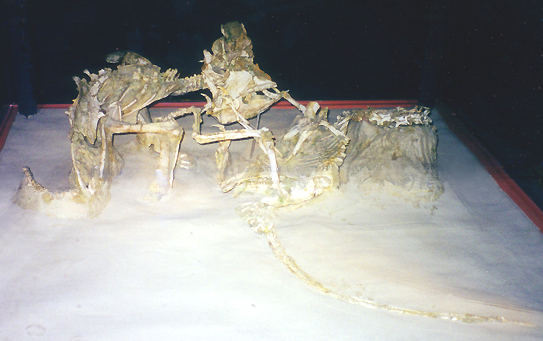
Velociraptor i protoceratop en combat

L'exemplar de «dinosaures combatents», descobert el 1971 a Mongòlia, preserva un V. mongoliensis i un Protoceratops andrewsi en combat, i ofereix una prova directa del comportament predador. Quan se'l descrigué per primer cop, es teoritzà que els dos animals s'havien ofegat. Tanmateix, com que els animals estaven conservats en dipòsits de dunes de sorra molt antics, actualment es creu que els animals quedaren enterrats en sorra, o bé a causa del col·lapse d'una duna o a causa d'una tempesta de sorra. L'enterrament devia haver estat extremament ràpid, a jutjar de les posicions naturals en què quedaren preservats els animals. Manquen les dues potes anteriors i una pota posterior del protoceratop, cosa que ha estat interpretada com a prova que els carronyaires trobaren els cadàvers després de morts.

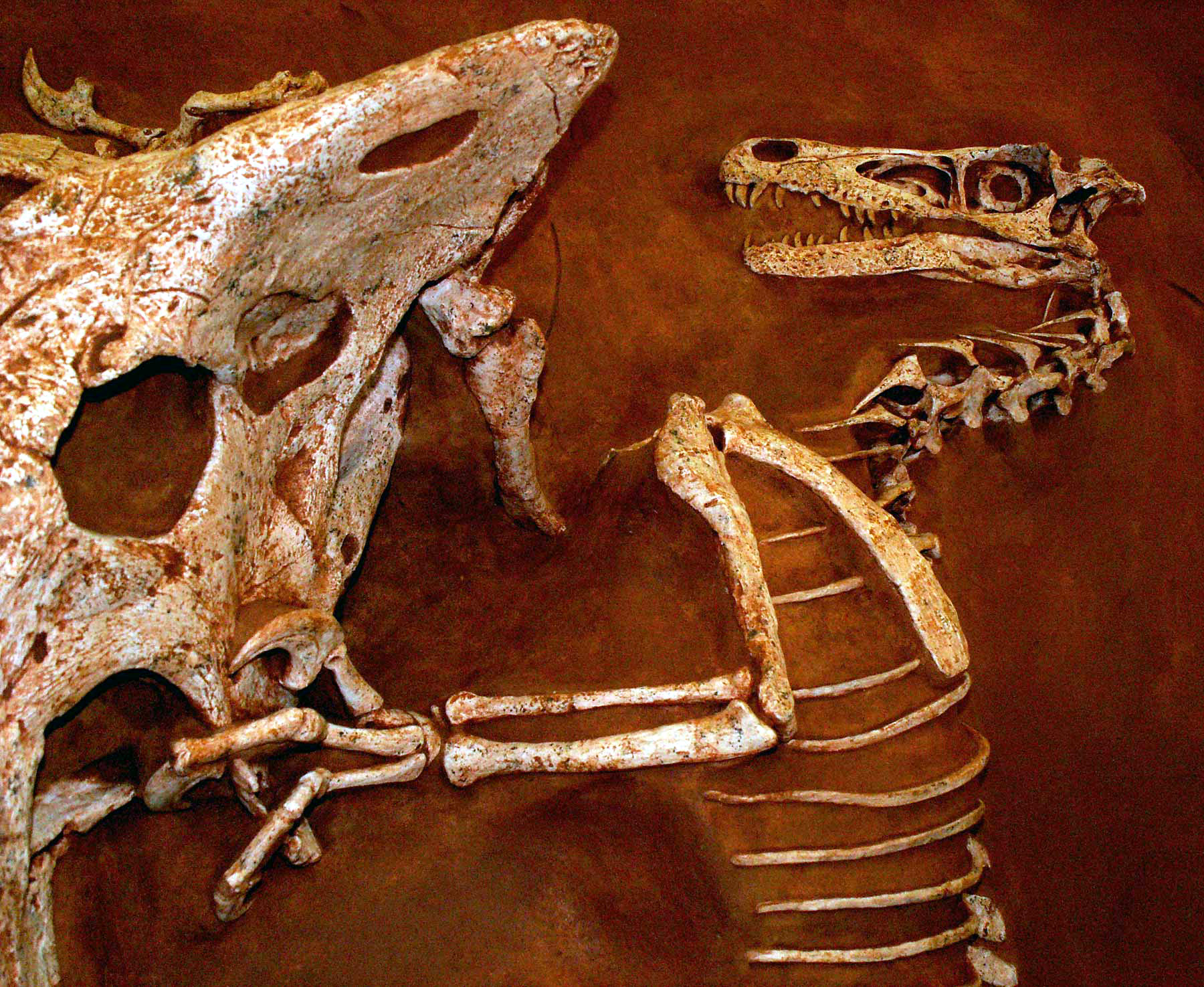
Vista propera d'una rèplica dels «dinosaures combatents»

L'urpa distintiva del segon dit dels dromeosàurids ha estat tradicionalment representada com una arma estripadora, assumint que s'utilitzava per tallar i esbudellar la presa. A l'espècimen dels «dinosaures combatents», el Velociraptor es troba a sota, amb una de les seves urpes falciformes aparentment clavada al coll de la seva presa, mentre que el bec del protoceratop mossega la pota anterior dreta del seu atacant. Això suggereix que Velociraptor hauria pogut utilitzar la seva urpa falciforme per perforar parts vitals del coll, com ara la vena jugular, la caròtide o la tràquea, en lloc de per estripar l'abdomen. La vora interior de l'urpa era arrodonida i no estava particularment afilada, cosa que podria haver evitat qualsevol mena d'acció tallant o estripadora, tot i que només es coneix el nucli ossi de l'urpa. La gruixuda paret abdominal de pell i múscul de les espècies presa més grans haurien estat difícils d'estripar sense una superfície tallant especialitzada. La hipòtesi de l'urpa tallant fou posada a prova en un documental de la BBC del 2005, The Truth About Killer Dinosaurs. Els productors del programa crearen una pota artificial de Velociraptor amb una urpa falciforme i utilitzaren ventre de porc per simular la presa del dinosaure. Tot i que l'urpa penetrà la paret abdominal, no fos capaç d'estripar-la, cosa que indica que no es feia servir per esbudellar les preses. Tanmateix, aquest experiment no ha estat publicat ni repetit per altres científics, de manera que els seus resultats no poden ser confirmats.
S'han trobat restes de Deinonychus, un dromeosàurid estretament relacionat, en grups de diversos individus. Deinonychus també ha estat trobat en associació amb un gran herbívor, Tenontosaurus, que ha estat una prova de caça cooperativa. L'única prova sòlida de comportament social entre els dromeosàurids ve d'una pista de petjades de dinosaure a la Xina, que presenta sis individus d'una espècie gran movent-se en grup, tot i que no es trobà cap prova de caça cooperativa. Tot i que s'han trobat molts fòssils aïllats de Velociraptor a Mongòlia, cap d'ells no estava associat amb altres exemplars. Per tant, tot i que Velociraptor és representat habitualment com un caçador en grup, com a Parc Juràssic, els indicis fòssils són limitats per donar suport a aquesta teoria pels dromeosàurids en general, i inexistents per Velociraptor en concret.

### Metabolisme
Velociraptor era probablement de sang calenta en un cert grau, car requeria una quantitat significativa d'energia per caçar. Els animals moderns que tenen una coberta de plomes o de pèl, com Velociraptor, tendeixen a ser de sang calenta, car aquestes cobertes funcionen com a aïllament tèrmic. Tanmateix, el ritme de creixement ossi dels dromeosàurids i algunes aus primitives suggereixen un metabolisme més moderat, en comparació amb la majoria de mamífers i ocells de sang calenta actuals. El kiwi s'assembla als dromeosàurids en la seva anatomia, tipus de plomes, estructura òssia i fins i tot l'anatomia estreta dels passatges nasals (que generalment són un indicador clau del metabolisme). El kiwi és una au no voladora, altament activa i especialitzada, amb una temperatura corporal estable i un ritme metabòlic en repòs relativament baix, fent-ne un bon model pel metabolisme d'ocells primitius i dromeosàurids.

### Plomes

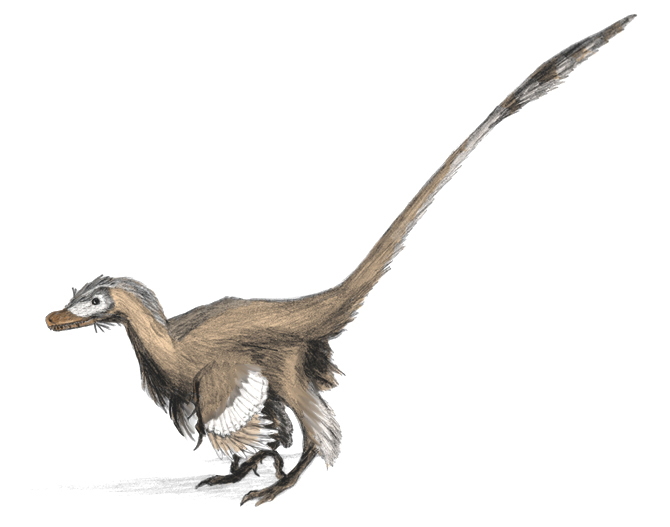
Velociraptor mongoliensis

Se sap que fòssils de dromeosàurids més primitius que Velociraptor tenien plomes que els cobrien el cos i ales ben desenvolupades i emplomallades. El fet que els avantpassats de Velociraptor estiguessin emplomallats i possiblement fossin capaços de volar feu creure durant molt de temps als paleontòlegs que Velociraptor també tenia plomes, car fins i tot els ocells no voladors actuals conserven gran part de les seves plomes.
Al setembre del 2007, investigadors trobaren ancoratges de ploma a l'avantbraç d'un Velociraptor descobert a Mongòlia. Aquests bonys situats als ossos de les ales dels ocells mostren on s'ancoren les plomes, i la seva presència a Velociraptor indica que aquest dinosaure també tenia plomes. Segons el paleontòleg Alan Turner, 
| « | Una manca d'ancoratges de ploma no implica necessàriament que un dinosaure no tenia plomes. En canvi, trobar ancoratges de ploma a Velociraptor implica que sens dubte tenia plomes. Això és quelcom que havíem sospitat durant molt de temps, però que ningú no havia pogut demostrar. | » |

El coautor Mark Norell, Conservador Encarregat dels rèptils, amfibis i ocells fòssils del Museu Americà d'Història Natural, també valorà el descobriment, dient:
| « | Com més aprenem sobre aquests animals, més descobrim que bàsicament no hi ha cap diferència entre els ocells i els seus avantpassats propers dinosaures com Velociraptor. Ambdós tenen fúrcula, covaven els nius, tenen ossos buits i estan coberts de plomes. Si animals com Velociraptor estiguessin vius avui en dia, la nostra primera impressió seria que són simplement uns ocells d'aspecte molt inusual. | » |

Segons Turner i els coautors Norell i Peter Makovicky, els ancoratges de ploma no es trobaven en tots els ocells prehistòrics, i la seva absència no significa que un animal no tenia plomes – els flamencs, per exemple, no tenen ancoratges de ploma. Tanmateix, la seva presència confirma que Velociraptor tenia plomes de tipus modern, amb un raquis i una ploma guia formada per branquetes. L'exemplar d'avantbraç en què es trobaren els ancoratges (exemplar número IGM 100/981) representa un animal d'1,5 metres de llargada i 15 quilograms de pes. Basant-se en l'espaiat entre els sis ancoratges preservats d'aquest exemplar, els autors suggeriren que Velocirptor tenia catorze secundàries (plomes d'ala que sortien de l'avantbraç), comparat amb dotze o més en l'arqueòpterix, divuit en Microraptor, i deu en Rahonavis. Aquest tipus de variació en el nombre de plomes de l'ala entre espècies estretament relacionades, segons els autors, és previsible, basant-se en les variacions similars entre ocells moderns.
Turner i els seus col·legues interpretaren la presència de plomes en Velociraptor com a prova contra la idea que els maniraptors més grans, no voladors, perderen les plomes de forma secundària a causa de la seva mida corporal més gran. A més, remarcaren que els ancoratges no es troben gairebé mai en espècies d'aus no voladores avui en dia, i que la seva presència a Velociraptor (considerat no volador a causa de la seva mida relativament gran i les curtes potes anteriors) és una prova que els avantpassats dels dromeosàurids podien volar, fent de Velociraptor i altres grans membres d'aquesta família secundàriament no voladors, tot i que és possible que les grans plomes dels avantpassats de Velociraptor tinguessin una funció que no fos el vol. Les plomes de Velociraptor podrien haver servit per al festeig, per a cobrir els nius mentre els covaven, o per guanyar velocitat i potència a l'hora de pujar corrent pendents inclinats.

## Aspectes culturals

Un Velociraptor de Parc Juràssic. Entre altres inexactituds, foren presentats amb una mida exagerada i amb poques plomes o cap.

Velociraptor és ben conegut pel seu paper com un predador astut i mortal a la novel·la del 1990 Parc Juràssic de Michael Crichton i a la seva versió en pel·lícula del 1993, dirigida per Steven Spielberg. Els «raptors» representats a Parc Juràssic estan modelats a partir d'un parent més gran, Deinonychus, que en aquell temps Gregory Paul denominava Velociraptor antirrhopus. Els paleontòlegs de la pel·lícula i la novel·la desenterren un suposat esquelet de Velociraptor a Montana, lluny de l'hàbitat del centre d'Àsia de Velociraptor, però dins l'hàbitat de Deinonychus. Un personatge de la novel·la de Crichton afirma que «[…] Deinonychus és actualment considerat un dels velociraptors», cosa que indica que Crichton també utilitzà la taxonomia de Paul, si bé els «raptors» de la novel·la són anomenats V. mongoliensis.
Steven Spielberg també podria haver augmentat la mida dels Velociraptor de la pel·lícula com a llicència dramàtica. A més, les potes anteriors dels dinosaures de la pel·lícula diferien en estructura i postura de les dels dromeosàurids reals, i les seves cues eren massa curtes i flexibles, errors anatòmics que contradiuen directament els indicis fòssils. La versió de la pel·lícula de Velociraptor també estava coberta d'escates. En la vida real, el Velociraptor, com molts altres teròpodes maniraptors, estava cobert de plomes. A Parc Juràssic III, els Velociraptor són representats amb estructures semblants a plomes a la part posterior del cap i del coll, que emperò no s'assemblen a les plomes semblants a plomissol que tenien els dromeosàurids reals, i els ancoratges de ploma trobats en alguns exemplars de Velociraptor demostren que tenien plomes ben desenvolupades semblants a la dels ocells moderns. També a Parc Juràssic III, el Doctor Alan Grant, interpretat per Sam Neill, afirma que Velociraptor eren més intel·ligents que els dofins, balenes i alguns primats. Basant-se en els indicis fòssils, això és altament improbable. És més versemblant que, en despit de ser intel·ligents per ser dinosaures, fossin menys intel·ligents que els fèlids actuals.
A causa de l'èxit de la majoria de productes relacionats amb Parc Juràssic, Velociraptor ha esdevingut un exemple ubic dels dinosaures a la cultura popular. Ha aparegut en múltiples joguines, dibuixos animats, videojocs i sèries de televisió per nens, així com diversos documentals recents. El 1995, la ciutat de Toronto aconseguí una franquícia de l'NBA, que fou batejada Toronto Raptors.